# Pacific Liner
Pour plus de détails, voir Fiche technique et Distribution.
Pacific Liner est un film américain réalisé par Lew Landers, sorti en 1939.

## Fiche technique
- Titre : Pacific Liner
- Réalisation : Lew Landers
- Scénario : Henry Roberts Symonds, John Twist et Anthony Coldeway
- Photographie : Nicholas Musuraca
- Montage : Harry Marker
- Société de production : RKO Pictures
- Pays d'origine :  États-Unis
- Langue : Anglais
- Format : Noir et blanc — 35 mm — 1,37:1 — Son : Mono
- Genre : Film dramatique, Film d'aventure, Film d'action, Thriller
- Dates de sortie : 1939

## Distribution
- Victor McLaglen : Crusher McKay
- Chester Morris : Docteur Craig
- Wendy Barrie : Ann Grayson
- Alan Hale : Gallagher
- Barry Fitzgerald : Britches
- Allan Lane : Bilson
- Halliwell Hobbes : Capitaine Mathews
- Paul Guilfoyle : Wishart
- John Wray : Metcalfe
- Emory Parnell : Olaf
- Adia Kuznetzoff : Silvio